# Corixa dentipes
Corixa dentipes är en insektsart som beskrevs av Thomson 1869. Corixa dentipes ingår i släktet Corixa och familjen buksimmare. Arten är reproducerande i Sverige. Inga underarter finns listade i Catalogue of Life.